# 格哈德·施米德胡贝尔
格哈德·施米德胡贝尔（德語：Gerhard Schmidhuber，1894年4月9日－1945年2月11日）是二战期间的德国将军。他出生于萨克森王國的德累斯頓，1914年成为德意志帝国陆军预备役军官。由於《凡尔赛条约》的限制，他于1920年退役。1934年重新参军。他曾在法国和苏联战役中担任过营长和团，并获得了带橡叶骑士铁十字勋章。施米德胡贝尔在第二次世界大战期间曾担任第7和第13装甲师的指挥官。当德国人于1944年占领匈牙利时，施米德胡贝尔是该国德国军队的最高指挥官。史學家認為他阻止了匈牙利箭十字党对布达佩斯犹太人聚居区的清洗。1945年初，施米德胡贝尔在布达佩斯战役中阵亡。

### 引用
1. ↑  .   [2023-03-27]. （原始内容存档于2018-01-26）.

### 文獻
- Fellgiebel, Walther-Peer.  [The Bearers of the Knight's Cross of the Iron Cross 1939–1945 — The Owners of the Highest Award of the Second World War of all Wehrmacht Branches]. Friedberg, Germany: Podzun-Pallas. 2000 [1986]. ISBN 978-3-7909-0284-6 （German）.
- Patzwall, Klaus D.; Scherzer, Veit.  [The German Cross 1941 – 1945 History and Recipients Volume 2]. Norderstedt, Germany: Verlag Klaus D. Patzwall. 2001. ISBN 978-3-931533-45-8 （German）.
- Thomas, Franz.  [The Oak Leaves Bearers 1939–1945 Volume 2: L–Z]. Osnabrück, Germany: Biblio-Verlag. 1998. ISBN 978-3-7648-2300-9 （German）.